# Kanton Salles-Curan
Kanton Salles-Curan (francouzsky Canton de Salles-Curan) je francouzský kanton v departementu Aveyron v regionu Midi-Pyrénées. Tvoří ho čtyři obce.

## Obce kantonu
- Alrance
- Curan
- Salles-Curan
- Villefranche-de-Panat